# Onofre sibilans
Onofre sibilans là một loài nhện trong họ Salticidae.
Loài này thuộc chi Onofre. Onofre sibilans được Hipólito Ruiz López & Antonio D. Brescovit miêu tả năm 2007.